# Zelos
Zelos (altgriechisch Ζῆλος Zḗlos, deutsch ‚Eifer‘) ist in der griechischen Mythologie die Personifikation des eifrigen Strebens.
Zelos ist Sohn des Titanen Pallas und der Styx. Seine Geschwister sind Kratos („Macht“), Bia („Gewalt“) und Nike („Sieg“). Sie sind ständige Begleiter des Zeus, der ihnen diese Ehrenstellung zumaß als Dank für ihre Hilfe im Kampf gegen die Titanen (Titanomachie).
Bei Hyginus Mythographus wird er als Personifikation des Neides aufgeführt. Ebenso bei Hesiod in Werke und Tage, wo er als Begleiter der Menschen des letzten, des eisernen Zeitalters erscheint. In ähnlich negativem Zusammenhang erscheint er in einem orphischen Fragment zusammen mit Apate („Täuschung“), wo sie die neugeborene Aphrodite aus den Wogen heben.
In späterer Zeit wurde er mit der Zelotypia, der Eifersucht, gleichgesetzt.
Als Zelot wird im biblischen Sprachgebrauch ein Glaubenseiferer bezeichnet.